# Bondari, Ovruci
Bondari (în ucraineană Бондарі) este localitatea de reședință a comunei Bondari din raionul Ovruci, regiunea Jîtomîr, Ucraina.

## Demografie
Componența lingvistică a localității Bondari
     Ucraineană (98,96%)
     Alte limbi (0,94%)
Conform recensământului din 2001, majoritatea populației localității Bondari era vorbitoare de ucraineană (98,96%), existând în minoritate și vorbitori de alte limbi.